# 케이트 본스타인

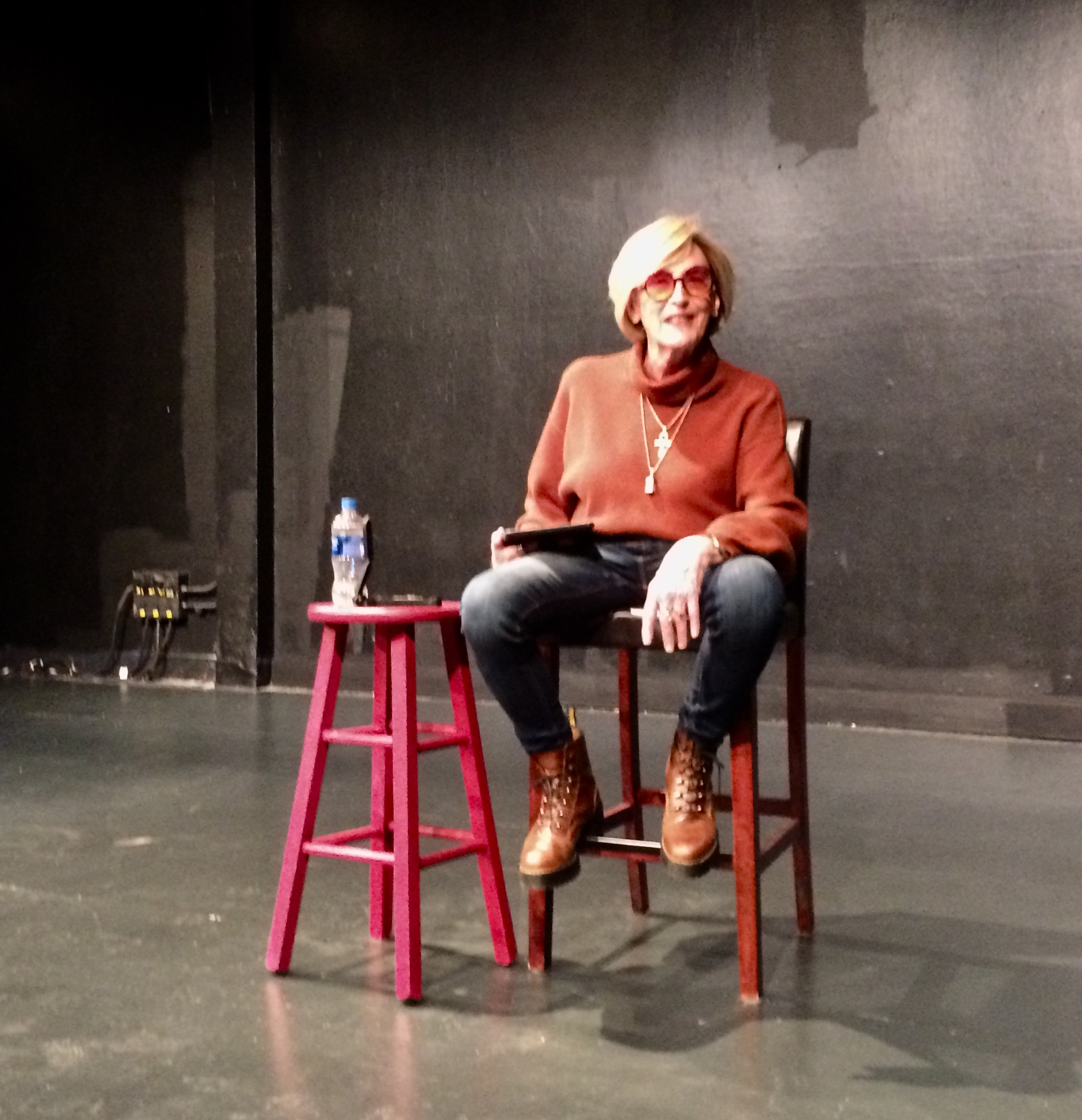
케이트 본스타인

케이트 본스타인(Kate Bornstein, 1948년 3월 15일 ~ )은 미국의 트랜스페미니즘 운동가이자 행위예술가, 젠더 이론가이다.